# Latina (stacja kolejowa)
Latina (wł. Stazione di Latina) – stacja kolejowa w Latinie, w regionie Lacjum, we Włoszech. Znajdują się tu 2 perony. Według klasyfikacji RFI ma kategorię srebrną.
Jest tu budynek osobowych z kasami, poczekalnią i barem.
Ma 3 tory w ruchu pasażerskim: pierwszy obsługuje głównie pociągi do Rzymu, drugi do Neapolu, a trzeci jest wykorzystywany przez pociągi towarowe. Perony są połączone przejściem podziemnym.